# 未来日記-ANOTHER:WORLD-
『未来日記-ANOTHER:WORLD-』（みらいにっき-アナザー:ワールド-）は、えすのサカエ原作の漫画『未来日記』を原作とし、2012年4月21日より6月30日まで、フジテレビ系列で新設されたドラマ枠土ドラ（毎週土曜日23:10 - 23:55〈JST〉）の第1作として放送された日本のテレビドラマ。主演は岡田将生。キャッチコピーは「キミがいる未来を、生きたいと思った。」

## あらすじ
アイスピック通り魔事件で殺された被害者たちは、それぞれクロノスシード社製の100台限定のスマートフォンを所持していた。
星野新太は友人の森口類に携帯電話を壊され、代替機としてクロノスシード社限定のスマートフォンを借りる。それによって「未来日記」というアプリを利用すると、未来の出来事が次々と勝手に書き込まれてゆき、新太は未来を知ることに喜ぶ。しかし同じ頃、家庭内では父親が理由も告げずに離婚し家を出てしまうという出来事に見舞われる。
しばらくして、未来日記に突然「DEAD END」と書き込まれ、新太は自分が死ぬ未来を知る。新太はスマートフォンを借りた類に助けを求めようとするが、その途中プラネタリウムの中でアイスピック通り魔事件の犯人に襲われる。突然現れた少女・古崎由乃に導かれ「未来」を次々と変え生きようと抗う。一時由乃に助けられるが、自分の代わりに彼女が犯人に襲われるのを監視カメラ越しに見て自らの立場も顧みずに助けようとするが抵抗空しく最終的に追い詰められてしまう。
そこへ、自らの「未来日記」を見て未来を知った父親の九郎が身代わりとなり新太達は生き残る。プラネタリウムに監禁された春奈を救助すると、未来日記の画面から「デウス」と名乗る謎の人物のメッセージが現れ、生き残るためには7人の日記所有者が最後の一人となるまで戦えと命令される。自ら父親を殺したのではないかと悩むが、由乃に最後の一人になって未来日記に望む未来を書き込めばいいと諭される。新太と由乃だけが残り、彼女が持つ「未来日記」の破壊を躊躇したとき、彼女に似た謎の女性に胸を刺されてしまう。新太が目覚めると謎の部屋に「未来日記」の所有者全員が転送されていた。かつての記憶を思い出すと次々にその場から消えていく。そこへ、消滅したと思われていた現実世界の星野九郎から全ての真相を知らされ、新太は混乱する。サイバーテロに襲われた現実世界の未来を救う為に、デウスの暴走を止めるためのコードを託されオリンピア（仮想空間）に戻された新太は類と連絡を取り、それまでの記憶を元に春奈の誘拐事件を解決する。「デウス」が仕掛けたゲームを止めるため、萩戸に上原倫子が記憶を取り戻していること、奥田陽介が一連のスマートフォン所持者を殺害していた通り魔であることを伝え、類に不破めぐみの未来日記の回収を依頼する。新太は木部徹の元へ会いに行くが、既に何者かに「未来日記」を奪われていた。その夜、理由も告げずに家を出る父親に今まで言えなかった感謝の気持ちを伝える。翌日、由乃の未来日記を回収するために彼女の自宅に向かい謎の地下室で彼女に似た謎の女性に遭遇する。
「デウス」が仕掛けたゲームを通じて「未来日記」所有者との出会いと別れを繰り返すなかで新太の気持ちに変化が現れ、成長していく。

## キャスト

### 未来日記所有者
星野 新太 (21) - 岡田将生
城惺学院大学3年生。諦めの速さがとりえで、日々を惰性で生きている若者。日記には「自分が未来に認識する情報」が表示される。類から借りたスマートフォンの「未来日記」というアプリを利用したことをきっかけに「デウス」が仕掛けたゲームに巻き込まれる。「未来日記」の所有者の内、新太と由乃だけが残り彼女が持つ「未来日記」の破壊を躊躇したとき、彼女に似た謎の女性に胸を刺されてしまう。目覚めると謎の部屋に転送されていた。現実世界の星野九郎から全ての真相を知らされ、デウスの暴走を止めるためのコードを託されオリンピア（仮想空間）に戻された。「デウス」が仕掛けたゲームを止めるため、「未来日記」の回収に奔走する。1年前にプラネタリウムで出会い、デート中にポラリスタワーの火災事故に巻き込まれた事を由乃から聞かされる。木部徹から「未来日記」を回収しようとしたが、机の中にはカラーボールが入っていた。それは夏祭りに新太が由乃にプレゼントした物だった。神宮寺 零と対決し、オリンピア（仮想空間）のラストピースになることにより「未来日記」の所有者のほとんどを覚醒させるが、自身のみが仮想世界から戻れずに病室で寝たきり状態となる。しかし、類の幻影の声を聞き、彼の指が微かに動いたところで物語が幕を下ろした。
古崎 由乃 (19) - 剛力彩芽（少女期：池田莉々依）
新太を病的に愛し、細かなパーソナルな部分も熟知している少女。木部が「デウス」ではないことをはじめから知っていたり、自宅の地下に何者かを監禁するなど、その正体は謎に包まれている。
ビルの火災事故に巻き込まれた後、新太より早く昏睡状態から目覚めていた。医療補助システム（オリンピア）に接続されている新太を確認した後、星野九郎に依頼されオリンピアの世界に入る。オリンピアの世界でもう一人の由乃を地下に監禁していたが、事情を知らない新太に扉を開けられてしまう。 もう一人の由乃に刺されオリンピア（仮想空間）からログアウトし、新太に会う為再びログインする。目覚めたものの記憶を失ってしまった。
萩戸 金次郎 (33) - 岡田義徳
スマートフォン所持。警視庁桜見署刑事。類のいとこ。
一連の通り魔事件を追っており、未来日記の力で犯人の自宅を特定する。日記には「自分が追う事件の捜査情報」が表示される。
倫子を人質に取られ脅された萩戸は止むを得ず、新太らに銃を向け発砲する。あらかじめ銃に細工をしていたことが木部にばれてしまい、未来日記を破壊され、ゲームに敗れる。再びオリンピアの世界に戻った新太から上原倫子が記憶を取り戻していること、奥田陽介が一連のスマートフォン所持者を殺害していた通り魔であることを伝えられる。上原倫子を出頭させる。
不破 めぐみ (17) - 二階堂ふみ
スマートフォン所持。元弓道部。類が家庭教師として勉強を教えていた女子高生。
学校、家庭の悩みを抱え、心の休まる居場所がなく生きている意味を見失っていた。そのため一度はゲームをリタイアしようとするも、新太に励まされ生きようと決意する。倉庫の中で新太や由乃とともに閉じ込められ「DEAD END」と出たことでパニックに陥り、由乃を殺そうと行動に移す。彼女を助けるため新太は仕方なく、めぐみの未来日記を破壊する。
昏睡状態から目覚めてから母親から（父親が違う。）生まれたばかりの赤ちゃんと家族で一緒に過ごす。
奥田 陽介 (24) - 平岡祐太
スマートフォン所持。母親が全ての人生だったが、病気で他界し生きる目標を失ってしまう。「デウス」の使いだと名乗る人物が現れ、理想の未来を作らないかと誘いを受けゲームに参加する。新太の発言で「自分はデウスに利用されているのではないか」と思い、同時に「DEAD END」と表示され精神的に追い詰められる。所有する日記は殺人計画と、その成功率が表示される。
一連のスマートフォン所持者を殺害していた通り魔で、新太の目前で父親を殺した犯人である。新太の制止を振り切ってアイスピックで自らの未来日記を破壊し、消滅する。
昏睡状態から目覚めてから自立をしようと住んでいた家を出る。
木部 徹 (52) - 佐野史郎
クロノスシード社長。他人に指示されることを嫌うが、上の立場から命令してくる「デウス」を憎んでいる。問題のスマートフォンを開発・発売した張本人であることから、当初は彼が「デウス」なのではないかと疑われる。
所有する日記は「他人の未来日記を覗ける」という機能を持つ。あくまで本体はスマートフォンであるが、パソコンのディスプレイに接続して全ての所有者の日記を同時に閲覧することが可能である。
自社の技術力を利用して未来日記のコピーを作ることに成功し、九郎や部下たちに渡していた。由乃を捕え殺そうとするが、彼女に何らかの事実を聞かされたことで床に膝をつくほどの動揺を見せる。拳銃で自らの未来日記を破壊し、消滅する。
新太は再びオリンピアに戻された後、スマートフォンを回収するため木部の元へ会いに行くが、ゲームに勝利したい木部が新太に拳銃を向ける。彼に説得され未来日記を渡そうとするが、何者かに奪われていた。
ビルの火災事故に巻き込まれた際、沈着冷静に部屋に閉じ込められていた人間を救助しようとしていた。
昏睡状態から目覚めてから暫くしてからサイバーテロを引き起こしたことを詫びる記者会見を開いた。
沖江 春奈 (19) - 福田麻由子
スマートフォン所持。大学1年生。類の実妹だが、長らく離れて暮らしていた。何者かに拉致されプラネタリウムに連れて来られる。
ゲームに勝ち残るため、新太の未来日記を破壊する目的で行動する。スタンガンを武器に持ち歩いている。実は、新太のことを気にかけている様子。「誰もが自分に優しくしてくれる。それから、好きな人とも結ばれる」という理想の世界を作ろうとしていた。クロノス社事件の後、新太とある場所で出会い対決するが、類が新太を守り消滅した。ある夜、また新太と再開し最終決着をつけるが、結果的に崩れ落ちてきた瓦礫から新太を守り、消滅する。新太、不破めぐみ、由乃を倉庫に閉じ込めたのも、このとき、彼女が犯人だと明らかになる。
春奈がデウスの使いらしき人物に誘拐される時間帯へ戻った新太は彼女を助け、未来日記を回収する。しかし、春奈は再び、謎の女からメッセージつきの箱に入れられたスマートフォンを渡される。その後、兄に未来日記を渡す。

### 新太の知人・親族
星野 九郎 (48) - 光石研
新太の父。「家族の未来」が表示される未来日記を所有しているが、そのスマートフォンは木部らが開発したコピーである。クロノスシード営業部から開発部に異動し、スマートフォンの開発を担当していた所、突如未来の内容が書き込まれるようになる。
会社のため毎日忙しく働いていたが、「妻が強盗に殺される」と未来日記に表示され、未来を変えるため自分の妻という存在を消すために離婚することで予知を回避する。
さらに「新太が通り魔に殺される」と表示され、未来を変えるため身代わりとなって通り魔に刺され死亡。所有していたスマートフォンが割れたことで肉体が消滅し、「未来日記の戦いの敗者の末路」を新太たちに示すことになる。
再びオリンピアの世界に戻った新太から感謝の言葉を伝えられると未来日記の内容が良い方向へと表示が変わる。
実は上記の人物はオリンピアによって作られた架空の存在で、オリジナルは現実世界でデウスの脅威に立ち向かう科学者である。
一度敗北して謎の部屋に転送されていた新太に全ての真相を語り、デウスの暴走を止めるためのコードを教え、現実世界の未来を託す。
新太より早く昏睡状態から目覚めていた由乃に「デウス」の暴走の手掛かりを調査する為に再びオリンピアの世界に戻るよう依頼し、自身は彼らのオリジナルの肉体を管理しながら戦いを見守っている。
森口 類 (21) - 本郷奏多
城惺学院大学3年生。新太の親友。
誘拐された妹の命を守るために理由も分からず命令に従い、新太・由乃・めぐみ・萩戸にスマートフォンを渡す。
再びオリンピアの世界に戻った新太の助けで妹を救出した後、めぐみの未来日記を回収するよう頼まれる。日記所有者たちと様々な接点を持つ存在であるが、九郎によると彼はオリンピアのみに存在している人物で、現実世界には実在しない。
そのため、九郎は彼をデウスではないかと疑いを持ち、新太に気を付けるよう忠告する。妹から渡された「未来日記」を起動したため、春奈の代わりに所有者となる。
神宮寺 零に利用され、教会で新太を銃で攻撃するも、信じる新太を撃てなくなり神宮寺 零により消滅される。現実に存在しない人間のはずだが、物語のラストでは新太の病室に幻影として現れ、覚醒を促す言葉をかけた。
高坂 王子 (19) - 菊池風磨（Sexy Zone）
不注意で失敗する事が多く、抜けている性格。
新太が呟くSNS「ライートリー」のファン。新太の後を追っ掛けて城惺学院大学に入学する。
星野 礼子 (50) - 宮崎美子
新太の母。将来のことを真面目に考えない息子を不安に思う。離婚した本当の事情を知らないため、自らに責任があると感じてしまい情緒不安定になってしまう。

### 警視庁桜見署
スマートフォン連続殺人事件の犯人を突き止める行動をする。また、萩戸が消滅した後、その真相を掴む。
浅見 まりな (25) - 富永沙織
萩戸の相棒。
蔵田 暁 (40) - 平賀雅臣
萩戸の上司。刑事課課長。

### デウスとその使者
デウス・エクス・マキナ
未来日記の所有者たちの殺人ゲームを企てた張本人。しかし、その正体は現実世界で暴走した悪性のコンピュータプログラムである。現実世界では都心のライフラインを支配するなどのサイバーテロを行い、オリンピアで先述の殺人ゲームを実行する。
九郎によれば、オリンピア内で自在に移動することから、何者かに擬態しているのではないかと新太に説明していたが、後に神宮寺の姿で新太と接触する。その目的は「未来日記の戦い」で最後まで生き残った強靭な精神を持つ人間を「最後のピース」にして、不完全だったオリンピアを完全な世界として完成させることだった。最終回で新太を勝者と認めるも、自己犠牲をしてまで由乃を救い出すという強い志に自分の存在理由を失い、自ら新太の体に刻まれていた解除コードを打ち込んで自害した。素体が医療用プログラムであるため、その理念に反することから直接自分の手で誰かを殺害することができない。そのため日記所有者の同士討ちや、仮想世界の由乃や類に揺さぶりをかけてけしかけたりと卑劣な手段を取ることもあるが、人間である相手の意思を汲んだ律儀な側面も持ち合わせている。
神宮寺 零 - 内田有紀
第１０話から登場。木部ら日記所有者に未来日記を譲渡したとされる「デウスの使者」。一人称は「ボク」。その正体はオリンピア内でデウスが自在に行動するために生まれたアバターで、すなわちデウス本人である。

### その他
上原 倫子 (27) - 中村ゆり
入院中の女性。彼氏に暴力を振るわれ、桜見署生活安全課へ相談に訪れたとき萩戸と出会う。彼氏を殺したショックで一時的に記憶を失くす。木部に誘拐され人質にされる。後に警察に出頭する。
須藤 霞海 - 伊藤歩
昏睡状態の患者向けに開発された医療補助システムの研究員。

## 原作との設定の相違点
- 日記所有者が12名から7名に変更。原作のように所有者に番号が割り振られていない。
- 未来日記が、同型のスマートフォンの日記アプリケーションに統一されている。
- 原作では日記の更新時に電波障害に似たノイズ音が聞こえ、画面にも砂嵐が走るが、ドラマでは内蔵された着信音のひとつとおぼしきデジタル音とともに記述が更新・追加される。
- 原作の未来日記は90日後の事まで書かれているが、ドラマでは一つずつしか予知が発生せず、一度予知をするとその時刻を過ぎるまで新たな予知は発生しない。ただし、「DEAD END」と表示され死ぬ前に新たな予知が発生した場合は、「DEAD END」の文字上に予知が表示される。
- 原作では「DEAD END」は日記の特性により「○○（プレイヤー名）に殺された DEAD END」と死の状況が記載される場合があるが、ドラマでは「○○（自分の名前）が死亡した DEAD END」と表示される。そのためだれが自分を殺すか分からず、めぐみが疑心暗鬼に陥る切っ掛けとなった。
- 「DEAD END」の書き込み音は普通の書き込み音とは異なるうえに、赤い背景で表示される（普通の書き込みの背景は白色）。死亡時刻まで30分を切ると、カウントダウンが開始される。しかし、「DEAD END」のカウントダウンがゼロになっても本当は死ななかった。
- 原作では奇跡が無い限り回避不可能な死のみに「DEAD END」と表示されるが、ドラマでは死ぬ可能性があれば回避可能でも「DEAD END」と表示され、状況を変えても死亡時刻は固定されたままである。
- 原作は実際に会わなくても空想内の世界で所有者の人影を見れば分かるが、ドラマでは実際に会わないと所有者の特定は難しい。
- 原作のデウスは空想から現れているが、ドラマ版のデウスはスマートフォン上に表示されている未来日記のアイコンが現れる。そのデザインも大きく異なり、太陽を描いたような一種のマスコットキャラクターとなっている。
- 原作ではパラレルワールドが存在しており、2周目の世界が主な舞台になっているが（1周目の世界は既に滅亡している）、ドラマではオリンピア（仮想空間）が主な舞台になっている。（現実世界の所有者達はみな昏睡状態に陥っている）
- 原作のもう一人の由乃は「1周目の由乃」によって殺され「2周目の由乃」は死んでいるが、ドラマの由乃は急にログアウトしたことで、オリンピア（仮想世界）にエラーが生じてしまい、もう一人の由乃がオリンピアの世界に生まれてしまう。
- 星野九郎が所属する研究チームによって、昏睡状態患者向けの医療補助システム（オリンピア）を開発する。デウス・エクス・マキナとはオリンピア（仮想空間）の人工知能である。
- 人工知能・デウス・エクス・マキナが暴走する。現実世界では機械が誤動作を起こし、都市部のライフラインが壊滅状態にある。
- 原作のデウスは神であり、ドラマのデウスはウイルスとなり、サイバーテロを引き起こす。
- 日記の破損による死亡の場合、原作のような日記に吸引されるような消滅の仕方ではなく、所有者の身体が青い半透明になり消滅、星座のようなラインと光る立方体の物質が拡散する演出がなされている。
- 九郎が使用していた未来日記は木部が作ったコピーである。
- 原作では各日記ごとに予知内容に差があり、その性能差や予知の方向性により有利不利などの相性や弱点が生まれている。ドラマでは明確な有利・不利はあまりないが機能が異なる場合がある。

## スタッフ
- 原作 - えすのサカエ『未来日記』（角川書店刊）
- シリーズ構成 - 渡辺雄介
- 脚本 - 桑村さや香、早船歌江子、渡辺雄介
- 脚本協力 - 宮本陽介、藤澤亮佑
- 音楽 - 福廣秀一朗
- 演出 - 並木道子、宮木正悟
- 演出補 - 森脇智延、品田俊介、池田拓也、木村洋、木下悠貴
- ナレーション - 石田彰 ※オープニングで前回までの粗筋を解説する。（EPISODE04 - EPISODE FINAL）
- アクションコーディネーター - 竹田道弘
- ガンエフェクト - 早川光
- 医療監修 - 新村核（森山記念病院）
- 選曲 - 谷口広紀
- 音響効果 - 本郷俊介
- CG - 三塚篤、市毛宏和、高橋美香、山本僚平、伊藤望、佐藤邦尚、山本正太、山口将
- CG協力 - デジタルメディアラボ、バニラインク
- アプリ制作協力 - HALO、breve soft
- プロデュース補 - 足立鮎美
- プロデュース助手 - 田渕麻子
- ラインプロデュース - 柴田圭子
- プロデュース - 藤野良太
- 制作 - フジテレビドラマ制作センター

## 主題歌
- 柴咲コウ「ANOTHER:WORLD」（NAYUTAWAVE RECORDS）

## 放送日程
| 各話                                                      | 放送日  | サブタイトル           | 脚本       | 演出     | 視聴率 |
| --------------------------------------------------------- | ------- | ---------------------- | ---------- | -------- | ------ |
| EPISODE01                                                 | 4月21日 | やっと、会えたね       | 桑村さや香 | 並木道子 | 9.9%   |
| EPISODE02                                                 | 4月28日 | だから、裏切るの       | 桑村さや香 | 並木道子 | 5.8%   |
| EPISODE03                                                 | 5月05日 | からっぽなんかじゃない | 早船歌江子 | 宮木正悟 | 6.1%   |
| EPISODE04                                                 | 5月12日 | 7番目の所有者          | 桑村さや香 | 宮木正悟 | 6.7%   |
| EPISODE05                                                 | 5月19日 | 明かされた真実         | 桑村さや香 | 並木道子 | 7.0%   |
| EPISODE06                                                 | 5月26日 | 最後のDEAD END         | 早船歌江子 | 並木道子 | 6.6%   |
| EPISODE07                                                 | 6月02日 | ANOTHER：WORLD         | 渡辺雄介   | 宮木正悟 | 6.1%   |
| EPISODE08                                                 | 6月09日 | Re：START              | 渡辺雄介   | 宮木正悟 | 5.2%   |
| EPISODE09                                                 | 6月16日 | 再会                   | 桑村さや香 | 並木道子 | 5.6%   |
| EPISODE10                                                 | 6月23日 | 選択と決断             | 早船歌江子 | 宮木正悟 | 6.2%   |
| EPISODE FINAL                                             | 6月30日 | 完全なる未来           | 桑村さや香 | 並木道子 | 7.2%   |
| 平均視聴率 6.6%（視聴率は関東地区・ビデオリサーチ社調べ） |         |                        |            |          |        |